# Sunagawa (Hokkaidō)
Sunagawa (砂川市; -shi) es una ciudad localizada en la Subprefectura de Sorachi, Hokkaidō, Japón. 
En el año 2008, la ciudad contaba con una población de 19.562 habitantes y una densidad de población de 254 personas por km². En total su superficie es de 78,69 km².
El nombre de la ciudad en japonés (砂川; Río de Arena) es una traducción del topónimo indígena del idioma ainu Ota Ushi Nai (Río con mucha arena); el nombre de Utashinai viene de la pronunciación del mismo topónimo ainu.

## Historia
En 1890, el pueblo de Nae fue fundado al sur de la confluencia del Río Ishikari con el Río Sorachi, lugar ocupado en la actualidad por la ciudad de Sunagawa. La ciudad de Sunagawa fue fundada oficialmente el 1 de julio de 1958.